# Charles Raymond
Charles Raymond (Londra, 1858 – 1930) è stato un regista, attore e sceneggiatore britannico del cinema muto.

## Biografia
Nato a Londra nel 1858, Charles Raymond debuttò nel cinema nel 1904. Pioniere del primo cinema muto, esordì come regista dirigendo il cortometraggio The Smugglers. Nella sua carriera, che durò fino al 1920, diresse 85 film. Fu anche attore e sceneggiatore.
Lasciò il cinema nel 1920, dopo aver girato il suo ultimo film, The Great London Mystery, che aveva sceneggiato, diretto e interpretato.
Morì dieci anni dopo, nel 1930.

## Filmografia

### Regista
- The Smugglers (1904)
- A Joke on the Motorist (1904)
- The Jailbird; Or, the Bishop and the Convict (1905)
- How Jones Saw the Derby (1905)
- Catching a Tartar (1905)
- The Terror of the Neighbourhood (1905)
- Why Jones Signed the Pledge (1906)
- The Fake Blind Man (1906)
- A Wife's Forgiveness (1906)
- The Cabby's Dream (1906)
- Dick Turpin's Last Ride to York (1906)
- Mr. Henpeck's Quiet Bank Holiday (1906)
- The Gambler's Nightmare (1906)
- Me and My Two Pals (1906)
- A Life for a Life (1906)
- A Pair of Desperate Swindlers (1906)
- A Lucky Pig (1906)
- Sons of Martha (1907)
- A Night Alarm (1908)
- The Love of a Gypsy (1908)
- A Jilted Woman's Revenge (1908)
- When Other Lips (1908)
- Our Village Club Holds a Marathon Race (1908)
- Uncle's Rejected Present (1908)
- The Diamond Thieves (1908)
- The Fireman's Daughter (1908)
- A Bird of Freedom (1908)
- The Cracksmen and the Black Diamonds (1908)
- A Grateful Dog (1908)
- Lazy Jim's Luck (1908)
- The Royalist's Wife (1909)
- Baby's Chum (1909)
- The Immortal Goose (1909)
- How the Bulldog Paid the Rent (1909)
- They Would Be Acrobats (1909)
- The Clerk's Downfall (1910)
- The Fireman's Wedding (1910)
- Every Wrong Shall Be Righted (1910)
- Hamlet (1910)
- Nan, a Coster Girl's Romance (1911)
- The Undergraduate's Visitor (1912)
- The Adventures of Dick Turpin: The Gunpowder Plot (1912)
- Three-Fingered Kate: The Wedding Presents (1912)
- Her Teddy Bear (1912)
- Robin Hood Outlawed (1912)
- The Winsome Widow (1912)
- The Great Anarchist Mystery (1912)
- Lieutenant Daring Defeats the Middleweight Champion (1912)
- The Adventures of Dick Turpin: 200 Guineas Reward, Wanted Dead or Alive (1912)
- The Adventures of Dick Turpin: The King of Highwaymen (1912)
- Lieutenant Daring Quells a Rebellion (1912)
- The Bargee's Revenge (1912)
- Lieutenant Daring and the Photographing Pigeon (1912)
- From Cowardice to Honour (1912)
- The Mountaineer's Romance (1912)
- The Adventures of Dick Turpin: A Deadly Foe, a Pack of Hounds, and Some Merry Monks (1912)
- How 'Arry Sold His Seeds (1912)
- A Father's Sacrifice (1912)
- Dick Turpin's Ride to York (1913)
- Spiritualism Exposed (1913)
- Ju-Jitsu to the Rescue (1913)
- The Finger of Destiny (1914)
- The Mystery of the Diamond Belt (1914)
- The Kaiser's Spies (1914)
- The Great Cheque Fraud (1915)
- The Great London Mystery (1920)

### Sceneggiatore
- Spiritualism Exposed, regia di Charles Raymond (1913)
- The Kaiser's Spies, regia di Charles Raymond (1914)
- Britain's Secret Treaty, regia di Charles Raymond (1914)
- The Great Cheque Fraud, regia di Charles Raymond (1915)
- The Counterfeiters, regia di Charles Raymond (1915)
- Traffic, regia di Charles Raymond (1915)
- The Great London Mystery, regia di Charles Raymond (1920)

### Attore
- Hamlet, regia di Charles Raymond (1912)

- The Great London Mystery, regia di Charles Raymond (1920)